# Zuckerstange

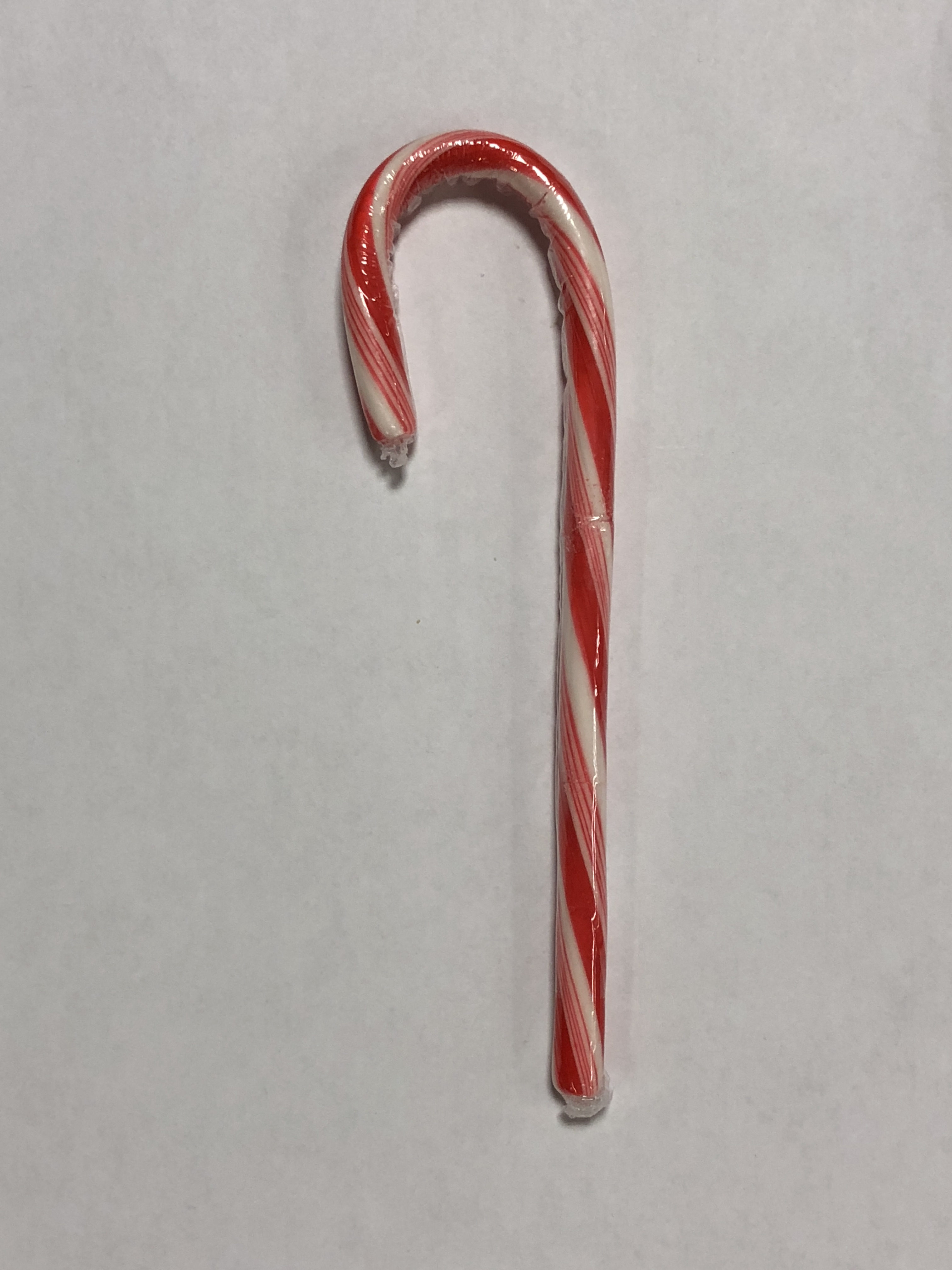
Zuckerstange

Die Zuckerstange ist eine Süßigkeit, die typischerweise gebogen ist und eine charakteristische Färbung mit weiß-roten Streifen besitzt. Die traditionelle Geschmacksrichtung ist Pfefferminze, mittlerweile gibt es diese Süßigkeit aber in vielen Geschmacksvariationen und Farben. In den Vereinigten Staaten ist die Zuckerstange (eng.  candy cane) besonders beliebt und hat deshalb einen eigenen „Feiertag“ am 26. Dezember.

## Herkunft
Zur Entstehung der Zuckerstange gibt es mehrere Mythen und Geschichten. Laut einem Kinderbuch aus den USA erfand ein Süßwarenhändler diese individuelle Süßigkeit, um seiner Tochter etwas Besonderes zu Weihnachten zu schenken. Seine Inspirationen schöpfte er aus der Geburt Jesu Christi und er verlieh seinem Werk einen religiösen Charakter. Demnach soll die gebogene Form der Zuckerstange den Hirtenstab darstellen und zusätzlich den Anfangsbuchstaben „J“ für Jesus Christus symbolisieren.
Eine weitere Geschichte zur Herkunft dieser Süßigkeit hat ihren Ursprung in der schwedischen Stadt Gränna. Die Geschäftsfrau Amalia Eriksson wurde früh Witwe und musste mit ihrer Tochter um das Überleben kämpfen. Um den Lebensunterhalt bestreiten zu können, kreierte die Witwe verschiedene süße Spezialitäten, darunter auch die heute bekannten Zuckerstangen (schwedisch Polkagris) in ihrer Küche und verkaufte diese dann auf Märkten und Veranstaltungen. Damals war es in Schweden einer Frau zwar gesetzlich verboten, im modernen Sinne ein eigenständiges Geschäft zu betreiben, aber nachdem sich Frau Eriksson 1859 persönlich an den damaligen König gewandt hatte, erhielt sie eine Erlaubnis und durfte ihre Produktion offiziell betreiben. Seit jenem Zeitpunkt stieg die Nachfrage und die Bekanntheit der neuen, eigenartigen Süßigkeit.
Die letzte Erzählung gibt die Stadt Köln des 17. Jahrhunderts als Ursprungsort der Zuckerstange an. Demgemäß wollte ein Chorleiter aus dem Kölner Dom die lauten Kinder in der vorweihnachtlichen Messe zur Ruhe bringen und verteilte Süßigkeiten. Damals galten Süßigkeiten in der Adventszeit (die damals eine Fastenzeit war) aber als religiöser Frevel und deshalb mussten die Bonbons zu ihrem typischen "J"-förmigen Aussehen transformiert werden. Die weiße Färbung stand dabei für die Reinheit Jesu Christi und die roten Streifen stellten das Leiden und das Blut des Gekreuzigten dar.

## Penidzucker
Bereits in früherer Zeit wurde Zucker in Stangenform gehandelt. Dieser auch als Arzneiform gebrachte Penidzucker, Penidienzucker (lateinisch Saccharum penidium oder kurz Penidium genannt und abgeleitet von penidius „gesponnen, gewunden“) oder Gerstenzucker wurde ähnlich wie Zuckerwatte hergestellt, indem Zucker in Gerstenwasser gekocht wurde, bis er feine, nach dem Erkalten wie Glas zerspringende Fäden bildete. Die Masse goss man dann auf eine mit Fett oder Öl bestrichene Marmorplatte. Dann wurde die Masse durchgeknetet, ausgezogen und gewöhnlich auch geflochten.